# 種田清隆
種田 清隆（たねだ きよたか、1955年2月3日 - ）は、日本の実業家、技術者である。株式会社長府製作所代表取締役社長。

## 経歴
1955年2月3日に山口県防府市に生まれる。神戸大学工学部を卒業後、1979年に長府製作所に入社。主に技術畑を歩み、全館空調システムやヒートポンプ機器の開発を手がけた。技術部長や常務取締役、専務取締役などを歴任し、2019年3月22日付で、代表取締役社長に就任。就任の際の記者会見では、「再生可能エネルギーを使った空調・給湯機器の開発に注力したい」と述べた。

## 略歴
- 1979年（昭和54年）3月 - 株式会社長府製作所入社[2]
- 2005年（平成17年）4月 - 技術部次長[3]
- 2006年（平成18年）4月 - 技術部長[2]
- 2008年（平成20年）3月 - 取締役技術部長[2]
- 2014年（平成26年）4月 - 常務取締役[2]
- 2018年（平成30年）5月 - 専務取締役[2]
- 2019年（平成31年）3月 - 代表取締役社長（現任）[2]